# Football Club Jazz 2016

## Stagione
Nella stagione 2016 il Jazz ha disputato l'Ykkönen, seconda serie del campionato finlandese di calcio, terminando il torneo al nono posto con 20 punti conquistati in 27 giornate, frutto di 4 vittorie, 8 pareggi e 15 sconfitte, retrocedendo in Kakkonen. In Suomen Cup è sceso in campo a partire dal quarto turno e ha raggiunto i quarti di finale, dove è stato eliminato dal Lahti.

## Organico

### Rosa
| N. |                        | Ruolo | Calciatore            |
| -- | ---------------------- | ----- | --------------------- |
| 1  | Finlandia (bandiera)   | P     | Lauri Pirhonen        |
| 2  | Finlandia (bandiera)   | D     | Patrik Raitanen       |
| 3  | Finlandia (bandiera)   | D     | Tuure Mäntynen        |
| 4  | Stati Uniti (bandiera) | D     | Gabriel Wirz          |
| 5  | Finlandia (bandiera)   | D     | Jussi Välilä          |
| 6  | Finlandia (bandiera)   | D     | Jens Harju            |
| 7  | Finlandia (bandiera)   | A     | Samu-Petteri Mäkelä   |
| 8  | Finlandia (bandiera)   | C     | Toni Junnila          |
| 9  | Finlandia (bandiera)   | A     | Juho Lehtonen         |
| 10 | Sudafrica (bandiera)   | C     | Leroy Maluka          |
| 11 | Finlandia (bandiera)   | D     | Tommi Lehto           |
| 12 | Finlandia (bandiera)   | P     | Rasmus Östling        |
| 13 | Finlandia (bandiera)   | C     | Benjamin Tuovinen     |
| 14 | Finlandia (bandiera)   | D     | Ville-Valtteri Starck |

| N. |                      | Ruolo | Calciatore              |
| -- | -------------------- | ----- | ----------------------- |
| 15 | Finlandia (bandiera) | A     | Waltteri Riihimäki      |
| 16 | Finlandia (bandiera) | D     | Samuli Virtanen         |
| 17 | Finlandia (bandiera) | C     | Albion Mucazi           |
| 18 | Finlandia (bandiera) | A     | Elias Ahde              |
| 18 | Finlandia (bandiera) | C     | Justus Lehto            |
| 19 | Finlandia (bandiera) | D     | Joonas Rantala          |
| 20 | Camerun (bandiera)   | C     | Alfred Mapoka           |
| 21 | Spagna (bandiera)    | C     | Daniel Sánchez Andrades |
| 22 | Finlandia (bandiera) | P     | Pauli Tuisku            |
| 23 | Finlandia (bandiera) | C     | Niko Leskelä            |
| 24 | Finlandia (bandiera) | C     | Eetu Räisänen           |
| 25 | Finlandia (bandiera) | C     | Tobias Tiainen          |
| 32 | Finlandia (bandiera) | D     | Aleksi Nurminen         |

## Statistiche

### Statistiche di squadra
| Competizione | Punti | In casa | In casa | In casa | In casa | In casa | In casa | In trasferta | In trasferta | In trasferta | In trasferta | In trasferta | In trasferta | Totale | Totale | Totale | Totale | Totale | Totale | DR  |
| Competizione | Punti | G       | V       | N       | P       | Gf      | Gs      | G            | V            | N            | P            | Gf           | Gs           | G      | V      | N      | P      | Gf     | Gs     | DR  |
| ------------ | ----- | ------- | ------- | ------- | ------- | ------- | ------- | ------------ | ------------ | ------------ | ------------ | ------------ | ------------ | ------ | ------ | ------ | ------ | ------ | ------ | --- |
| Ykkönen      | 20    | 13      | 2       | 5       | 6       | 19      | 27      | 14           | 2            | 3            | 9            | 16           | 37           | 27     | 4      | 8      | 15     | 35     | 64     | -29 |
| Suomen Cup   | -     | 2       | 1       | 0       | 1       | 2       | 2       | 2            | 1            | 1            | 0            | 4            | 3            | 4      | 2      | 1      | 1      | 6      | 5      | +1  |
| Totale       | -     | 15      | 3       | 5       | 7       | 21      | 29      | 16           | 3            | 4            | 9            | 20           | 40           | 31     | 6      | 9      | 16     | 41     | 69     | -28 |